# Şımkent
Şymkent è una città del Kazakistan situata della regione di Turkistan, nonché la terza città più popolosa del paese. È gemellata con la città italiana di Grosseto.

## Storia
Şımkent è stata fondata nel XII secolo, ed aveva notevole importanza come centro commerciale molto frequentato dai nomadi. In seguito fu conquistata dall'Impero russo nel 1864, anni più tardi la città perse il suo nome originale dividendosi in "Šym" e "Kent" (città), per riunirsi solo dopo l'indipendenza del Kazakistan.
Fra le varie attività della città da tempo non si ricorre più nell'estrazione del piombo, una volta dominante.

## Infrastrutture e trasporti
La città è servita dall'aeroporto di Şımkent, che dista circa 10 chilometri dal centro.

## Sport

### Calcio
La squadra maschile principale della città è l'Ordabasy, mentre quella femminile è il BIIK Kazygurt, pluricampione del campionato nazionale di categoria.

## Clima
| Shymkent (1991-2020) Fonte: | Mesi         | Mesi         | Mesi         | Mesi        | Mesi        | Mesi        | Mesi        | Mesi        | Mesi        | Mesi         | Mesi         | Mesi         | Stagioni | Stagioni | Stagioni | Stagioni | Anno  |
| Shymkent (1991-2020) Fonte: | Gen          | Feb          | Mar          | Apr         | Mag         | Giu         | Lug         | Ago         | Set         | Ott          | Nov          | Dic          | Inv      | Pri      | Est      | Aut      | Anno  |
| --------------------------- | ------------ | ------------ | ------------ | ----------- | ----------- | ----------- | ----------- | ----------- | ----------- | ------------ | ------------ | ------------ | -------- | -------- | -------- | -------- | ----- |
| T. max. media (°C)          | 4,5          | 6,5          | 13,6         | 20,5        | 26,5        | 32,1        | 34,5        | 33,6        | 27,9        | 19,7         | 11,8         | 5,6          | 5,5      | 20,2     | 33,4     | 19,8     | 19,7  |
| T. media (°C)               | −0,8         | 0,8          | 7,4          | 14,3        | 19,8        | 25,0        | 27,3        | 26,1        | 20,2        | 12,7         | 5,9          | 0,3          | 0,1      | 13,8     | 26,1     | 12,9     | 13,3  |
| T. min. media (°C)          | −5,2         | −4,0         | 2,0          | 8,2         | 12,8        | 17,1        | 19,0        | 17,8        | 12,5        | 6,4          | 1,0          | −4,0         | −4,4     | 7,7      | 18,0     | 6,6      | 7,0   |
| T. max. assoluta (°C)       | 22,2 (2002)  | 25,2 (2016)  | 31,5 (2000)  | 33,7 (2015) | 37,8 (1952) | 42,6 (1988) | 47,2 (1958) | 43,0 (1975) | 38,3 (2000) | 35,0 (1948)  | 30,5 (2009)  | 25,4 (1987)  | 25,4     | 37,8     | 47,2     | 38,3     | 47,2  |
| T. min. assoluta (°C)       | −31,1 (1969) | −28,9 (1951) | −23,9 (1954) | −7,8 (1948) | −2,8 (1989) | 5,0 (1961)  | 7,8 (1959)  | 6,2 (2013)  | −1,1 (1949) | −12,0 (1976) | −30,0 (1954) | −28,8 (1990) | −31,1    | −23,9    | 5,0      | −30,0    | −31,1 |
| Nuvolosità (okta al giorno) | 6,5          | 6,4          | 6,2          | 5,9         | 5,2         | 3,5         | 3,0         | 2,1         | 2,3         | 4,1          | 5,5          | 5,9          | 6,3      | 5,8      | 2,9      | 4,0      | 4,7   |
| Precipitazioni (mm)         | 77           | 97           | 81           | 74          | 56          | 24          | 10          | 4           | 9           | 39           | 70           | 77           | 251      | 211      | 38       | 118      | 618   |
| Giorni di pioggia           | 5            | 7            | 9            | 9           | 9           | 5           | 4           | 3           | 3           | 6            | 6            | 6            | 18       | 27       | 12       | 15       | 72    |
| Giorni di neve              | 8            | 7            | 4            | 0,3         | 0,0         | 0,0         | 0,0         | 0,0         | 0,0         | 0,4          | 3,0          | 6,0          | 21,0     | 4,3      | 0,0      | 3,4      | 28,7  |
| Giorni di nebbia            | 6            | 3            | 2            | 1           | 0,2         | 0,04        | 0,1         | 0,04        | 0,1         | 1,0          | 2,0          | 6,0          | 15,0     | 3,2      | 0,2      | 3,1      | 21,5  |
| Umidità relativa media (%)  | 75           | 73           | 67           | 63          | 56          | 44          | 39          | 34          | 39          | 55           | 69           | 75           | 74,3     | 62       | 39       | 54,3     | 57,4  |
| Vento (direzione-m/s)       | SE 1,9       | E 2,3        | E 2,4        | E 2,6       | E 2,4       | E 2,4       | E 2,3       | E 2,3       | E 2,2       | E 1,9        | SE 1,8       | SE 1,8       | 2,0      | 2,5      | 2,3      | 2,0      | 2,2   |